# Rhossili

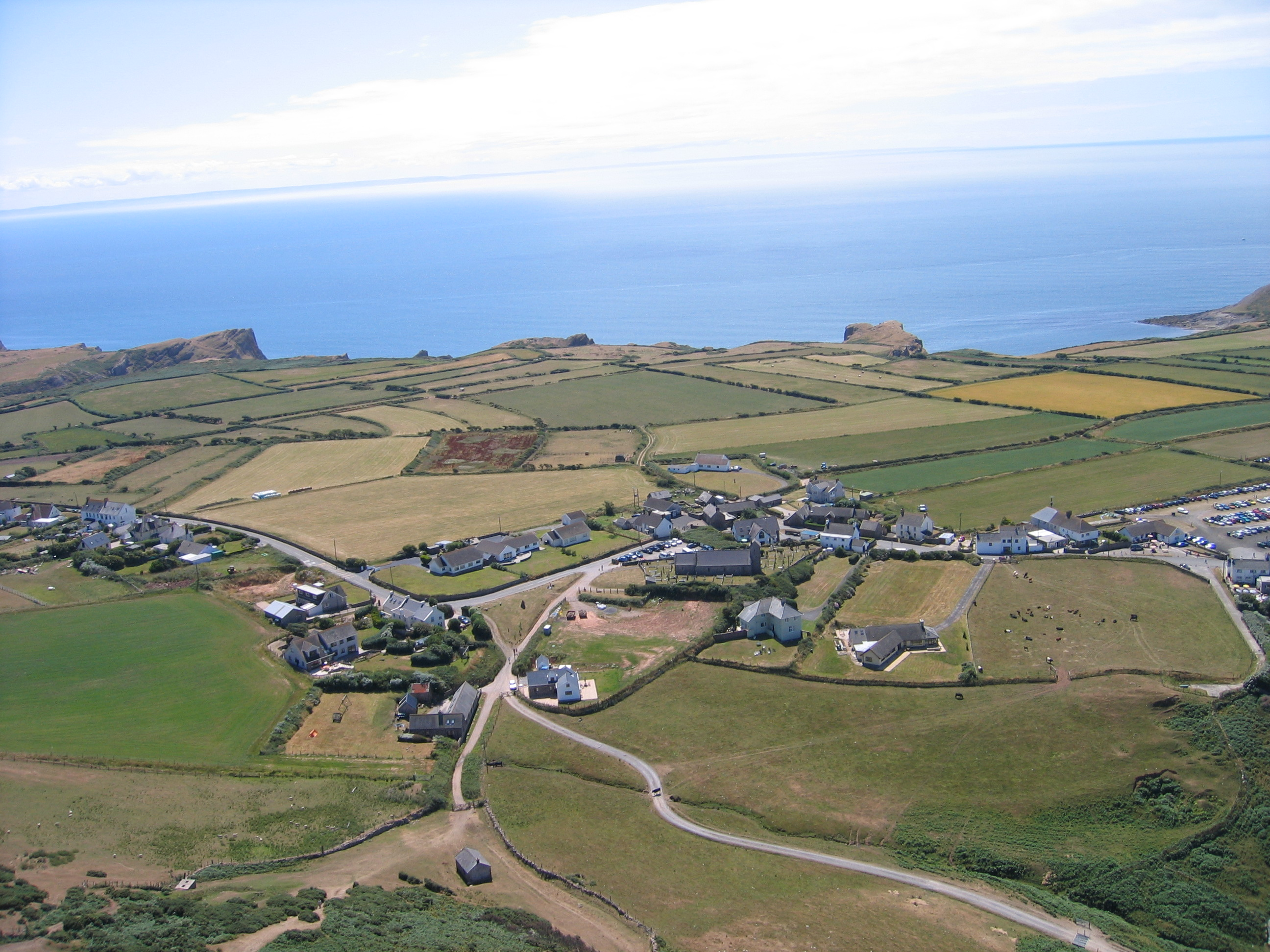
Vista de Rhosilli.

Rhossili é um vilarejo localizado na Península de Gower, País de Gales, a primeira Area of Outstanding Natural Beauty do Reino Unido.